# Anatole Collinet Makosso
Anatole Collinet Makosso (Pointe-Noire, 1965) es un político, escritor y abogado congoleño, actual Primer Ministro de la República del Congo. 
Así mismo, en el Gobierno del Congo se ha desempeñado como Ministro de Educación Primaria y Secundaria, entre 2015 y 2021, y como Ministro de Juventud e Instrucción Cívica, entre 2011 y 2016.

## Biografía

### Primeros años y educación
Oriundo de Pointe-Noire, Collinet Makosso primero trabajó como profesor en Brazzaville. En 1990 obtuvo una licenciatura en Derecho Público de la Universidad Marien Ngouabi, y desde 1991 trabajó como profesor en una escuela secundaria; también se convirtió en profesor de derecho en el Poaty-Bernard Technical College en Pointe-Noire. En 2000, aprobó el examen de ingreso a la Escuela Nacional de Administración y Poder Judicial, y luego de dos años de educación obtuvo una maestría. En 2002, se convirtió en fiscal general adjunto. En 2008, obtuvo el Certificado de Estudios Diplomáticos en el Instituto de Estudios Diplomáticos de El Cairo, en Egipto.
En el año de 2010, Makosso completó y obtuvo se Doctorado en Derecho de la Universidad Panthéon-Assas.

### Carrera política
A principios de la década de 1990, fue nombrado Asesor Político del Prefecto del Departamento de Kouilou y luego Director del Gabinete del Prefecto de Kouilou. De 1998 a 2011, fue asesor del presidente Denis Sassou-Nguesso, mientras que al mismo tiempo se desempeñó como director del gabinete de la primera dama, Antoinette Sassou Nguesso. En 2009, tras la muerte de la hija del presidente, Edith Lucie Bongo, publicó una colección de poemas e historias dedicadas a ella.
Collinet Makosso fue nombrado como Ministro de Juventud e Instrucción Pública, como parte de una remodelación menor en el gabinete, el 17 de agosto de 2011. Asumió el cargo, dejado por Zacharie Kimpouni, el 25 de agosto de 2011.
El 10 de agosto de 2015, Collinet Makosso fue nombrado como Ministro de Educación Primaria y Secundaria, Juventud e Instrucción Cívica, adquiriendo mayores poderes. Después de la reelección del presidente Sassou Nguesso en las elecciones presidenciales de marzo de 2016, él nombró a Destinée Ermela Doukaga para reemplazar a Collinet Makosso en la cartera de Juventud e Instrucción Cívica, el 30 de abril de 2016, mientras Collinet Makosso conservaba su cargo de Ministro de Educación Primaria y Secundaria y Alfabetización.
En las elecciones parlamentarias de julio de 2017, Collinet Makosso se presentó como candidato del gobernante Partido Congoleño del Trabajo (PCT) en el primer distrito electoral de Loandjili, en Pointe-Noire. Obtuvo el escaño en la primera ronda de votaciones con el 72% de los votos, derrotando a Julien Makoundi-Tchibinda, secretario general del Rally por la Democracia y el Progreso Social (RDPS); la circunscripción estuvo representada anteriormente por un miembro del RDPS.
En las elecciones presidenciales de la República del Congo de 2021 fue el jefe de la campaña de reelección de Sassou-Nguesso. Tras la victoria de Sassou-Nguesso en las urnas, el gobierno del primer ministro Clément Mouamba presentó su dimisión protocolaria y el 13 de mayo de 2021 Collinet Makosso fue nombrado Primer Ministro de la República del Congo.